# Pont en pierre sur la Liane
Le pont en pierre sur la Liane est un ancien pont ferroviaire de la ligne de Boulogne-Ville à Calais-Maritime, situé à Boulogne-sur-Mer. Il est détruit pendant la Seconde Guerre mondiale comme l'ensemble des installations ferroviaires situées près du port. Ces installations sont totalement remaniées après le conflit et ce pont n'est pas reconstruit.

## Situation ferroviaire
À la sortie de l'ancienne gare de Boulogne, sur la rive gauche, la ligne de Boulogne à Calais se détachait de la ligne d'Amiens en décrivant une grande courbe sur la gauche et franchissait le bassin de retenue de la Liane par ce pont en pierre, de 362 mètres de long, pour rejoindre la rive droite et l'entrée sud du tunnel de Hauteville.

## Histoire
Le pont ou viaduc en pierre de la Liane, long de 362 mètres avec dix-sept piles et deux culées, constitue l'un des principaux ouvrages d'arts de la ligne avec les tunnels de Hauteville et d'Odre et le pont de Wimereux. En 1864, le chantier du pont occupe cent cinquante ouvriers et il est prévu un délai de réalisation de douze à quinze mois.
Il est détruit par les nombreux bombardements alliés qui touchent la ville entre mai 1940 et septembre 1944.
La ligne ferroviaire enjambe dorénavant la rivière par le viaduc de la Liane.